# Giacomo Biffi
Giacomo Biffi (Milaan, 13 juni 1928 - Bologna, 11 juli 2015) was een Italiaans geestelijke en kardinaal van de Rooms-Katholieke Kerk.
Biffi doorliep de middelbare school en het seminarie in Milaan, waar hij studeerde met Luigi Giussani en Enrico Manfredini. Aan de universiteit van Venegono promoveerde hij in de theologie. Op 23 december 1950 werd hij tot priester gewijd. Daarna doceerde hij aan verschillende seminaries en schreef verschillende boeken, merendeels over dogmatische kwesties. Daarna was hij parochiepriester, eerst in Legnano en vervolgens in Milaan. In februari 1975 volgde zijn benoeming tot kanunnik van het kapittel van de kathedrale Dom van Milaan.
Op 7 december 1975 werd Biffi benoemd tot hulpbisschop van Milaan en tot titulair bisschop van Fidene; zijn bisschopswijding vond plaats op 11 januari 1976. Hij werd op 19 april 1984, na de plotselinge dood van Enrico Manfredini, benoemd tot aartsbisschop van Bologna.
De benoeming van Biffi in Bologna betekende dat er weer wat vaart kwam in een kerkelijke loopbaan die bij het hulpbisschopschap van Milaan leek te stranden. Toen de aartsbisschop van Milaan, Giovanni Colombo, in 1979 met emeritaat ging, leek het voor de hand te liggen dat Biffi hem zou opvolgen. Paus Johannes Paulus II benoemde evenwel Carlo Maria Martini op die plaats. Toen even later Bologna vrij kwam, leek Biffi daarvoor het meest in aanmerking te komen, maar de paus benoemde Manfredini, die overigens al na tien maanden overleed. In Bologna werd de benoeming van Biffi met gemengde gevoelens ontvangen. Zijn benoeming was er een teken van dat Johannes Paulus II een einde wilde maken aan de hervormingsgezinde agenda van zijn voorgangers.
Biffi gold als een conservatief. Hij verzette zich in uitgesproken termen tegen homoseksualiteit en feminisme en baarde tevens opzien met zijn veroordeling van aids-slachtoffers. Hij keerde zich ook tegen "de vrouw in het ambt", waarbij hij het voorgaan van een vrouw in de Eucharistie vergeleek met het consecreren van Coca Cola. Ook zette hij een kruistocht in tegen het spelen van muziek van Mozart en Schubert tijdens de Heilige Mis, omdat hun levenswandel weinig voorbeeldig geweest zou zijn.
Biffi werd tijdens het consistorie van 25 mei 1985 kardinaal gecreëerd. Hij kreeg de rang van kardinaal-priester. Zijn titelkerk werd de Santi Giovanni Evangelista e Petronio, de nationale kerk van de Bolognese gemeenschap in Rome die speciaal voor hem tot titelkerk verheven werd. Biffi nam deel aan het conclaaf van 2005.
Biffi ging op 16 september 2003 met emeritaat. Hij overleed in 2015 op 87-jarige leeftijd.
- Biblioteca Nacional de España: XX950301
- Bibliothèque nationale de France: cb12767339f (data)
- Gemeinsame Normdatei: 121218295
- International Standard Name Identifier: 0000 0001 1683 1288
- Library of Congress Control Number: n80138466
- Nationale Bibliotheek van Tsjechië: xx0025137
- Nationale Bibliotheek van Polen: a0000001188898
- Nederlandse Thesaurus van Auteursnamen: 072990414
- Istituto Centrale per il Catalogo Unico: CFIV010707
- Système universitaire de documentation: 052465292
- Virtual International Authority File: 88654997
- WorldCat: E39PBJhCyDrF4f8CYj64hbDrMP